# Balmer See
Der Balmer See ist eine Bucht im Südosten des Achterwassers, einer lagunenartigen Ausbuchtung des Peenestroms zur Insel Usedom. Der Balmer See ist nach Osten zum Achterwasser offen. In südöstlicher Richtung liegt die kleine Insel Werder, dahinter die Insel Böhmke vor dem Nepperminer See. Die beiden flachen Inseln sind als Natur- und Vogelschutzgebiet ausgewiesen. Im Norden wird der Balmer See von der Halbinsel Cosim begrenzt, die ebenfalls unter Naturschutz steht. Am südwestlichen Ufer erstreckt sich der Benzer Ortsteil Balm, an den sich eine rund 120 Hektar große Golfanlage anschließt. In Balm befinden sich Anlegestellen für Sportboote.

## Naturschutz
Schon die DDR hatte 1967 die beiden kleinen Inseln Böhmke und Werder, ein 118 ha großes Gebiet, als Vogelschutzgebiet ausgewiesen. Um 1980 nahmen die Lachmöwen mit bis zu 14.000 Exemplaren überhand, ihr Kot ließ die Brennnesseln wuchern, und seltenere, empfindlichere Vogelarten waren chancenlos. Erst eine Bestandsregulierung und eine kleine Ansiedlung Gotlandschafe sorgten für eine Veränderung der Vegetation; der Bestand reduzierte sich auf ca. 8000, Flussseeschwalbe sowie Uferschnepfe kehrten zurück. Zudem brüten auf den Inseln Schnatterente, Reiherente, Tafelente und Stockente.
1996 wurde das Naturschutzgebiet Halbinsel Cosim (85 ha) eingerichtet, das zu DDR-Zeiten noch als Weideland und Torfmoor genutzt wurde; Wanderwege durch Salzwiesen, Röhrichte und Erlenwälder durchziehen heute das Gebiet. Mit etwas Glück sind am Schilfufer die selteneren Vogelarten, die auf den beiden Inseln brüten, zu entdecken sowie Weißstorch und Graureiher. Im Winter sind auch Seeadler anzutreffen. Westlich des Naturschutzgebietes Fußweg zum ehemaligen Rittergut Dewichow (kleine Ferienkolonie) und Übergang zum Krienker See.